# Haemophilus ducreyi
 (mai 2018).
Si vous disposez d'ouvrages ou d'articles de référence ou si vous connaissez des sites web de qualité traitant du thème abordé ici, merci de compléter l'article en donnant les références utiles à sa vérifiabilité et en les liant à la section « Notes et références ».
Espèce
Haemophilus ducreyi, ou bacille de Ducrey, est une bactérie en forme de bâtonnet, immobile, à Gram négatif, qui se transmet par contact sexuel. Elle a été mise en évidence pour la première fois par l’Italien Augusto Ducrey en 1889. Elle est extrêmement contagieuse et ne procure pas d'immunité (on peut contracter la maladie, c'est-à-dire le chancre mou, une maladie vénérienne, à nouveau après avoir guéri, à l'occasion d'un nouveau contact contaminant).